# Dimitar Agura
Dimitar Dimitrov Agura (în bulgară Димитър Димитров Агура) (n. 26 octombrie 1849, satul Cișmeaua-Văruită, azi în raionul Bolgrad din Ucraina - d. 11 octombrie 1911, Iași) a fost un istoric și om de știință bulgar, unul dintre primii profesor de istorie la Universitatea din Sofia și rector al universității.

## Biografie
Agura s-a născut într-o familie de bulgari basarabeni din satul Cișmeaua-Văruită (Basarabia), pe atunci parte a Imperiului Țarist. În urma Tratatului de la Paris din 1856, care încheia Războiul Crimeii (1853-1856), Rusia a retrocedat Moldovei o fâșie de pământ din sud-vestul Basarabiei (cunoscută sub denumirea de Cahul, Bolgrad și Ismail), iar Cișmeaua-Văruită a devenit parte a teritoriului Moldovei și apoi al României.
El și-a început educația la Bolgrad și a absolvit Seminarul din Iași (România) în 1868. Agura a absolvit studii de istorie la Universitatea din Iași în 1872. Și-a început activitatea profesională ca profesor la Bârlad (1872–1874) și apoi ca inspector școlar la Iași și Vaslui. Timp de câțiva ani, a predat limba română și Istoria Bulgariei la Gimnaziul din Bolgrad (1875–1878).
Odată cu eliberarea Bulgariei în 1878, Dimitar Agura a sosit în nou-înființatul Principat al Bulgariei și a lucrat ca funcționar în Ministerul de Interne (1879–1883). A îndeplinit funcția de ministru al învățământului ad-interim în guvernul condus de  Leonid Sobolev (15 martie - 19 septembrie 1883). După aceasta, a fost director al Liceelor de băieți din Sofia (1884–1885) și Plovdiv (1885–1889).
Universitatea din Sofia a fost înființată în 1888 și Agura a devenit lector de istorie la nou-înființatul așezământ în 1889. El a fost rector al Universității din Sofia în trei rânduri (1889–1890, 1892–1895, 1907–1908). El a fost a doua persoană care a îndeplinit funcția de rector al universității, după colegul său bulgar basarabean Aleksandar Teodorov-Balan. În 1900, Agura a devenit membru titular al Academiei Bulgare de Științe. În 1901, el s-a aflat printre fondatorii Societății Istorice Bulgare; a îndeplinit funcția de președinte al acestei societăți până la moartea sa.
Dimitar Agura a murit în anul 1911 la Iași, unde participa la aniversarea a 50 de ani de la înființarea Universității din Iași.

## Lucrări publicate
- Istoria modernă de la Revoluția Franceză până în prezent (1890)
- Însemnări dintr-o călătorie științifică în România (1893) - coautor
- Daco-Românii și scrierea slavă (1893) - coautor
- Istorie medievală. Lecturi (1904)